# Sadove, Novotroiițke
Sadove (în ucraineană Садове) este un sat în comuna Sîvașivka din raionul Novotroiițke, regiunea Herson, Ucraina.

## Demografie
Componența lingvistică a localității Sadove
     Ucraineană (87,91%)
     Rusă (12,09%)
Conform recensământului din 2001, majoritatea populației localității Sadove era vorbitoare de ucraineană (87,91%), existând în minoritate și vorbitori de rusă (12,09%).